# Mojavewoestijn

Benadering van de ligging van de Mojavewoestijn op de kaart van Noord-Amerika.

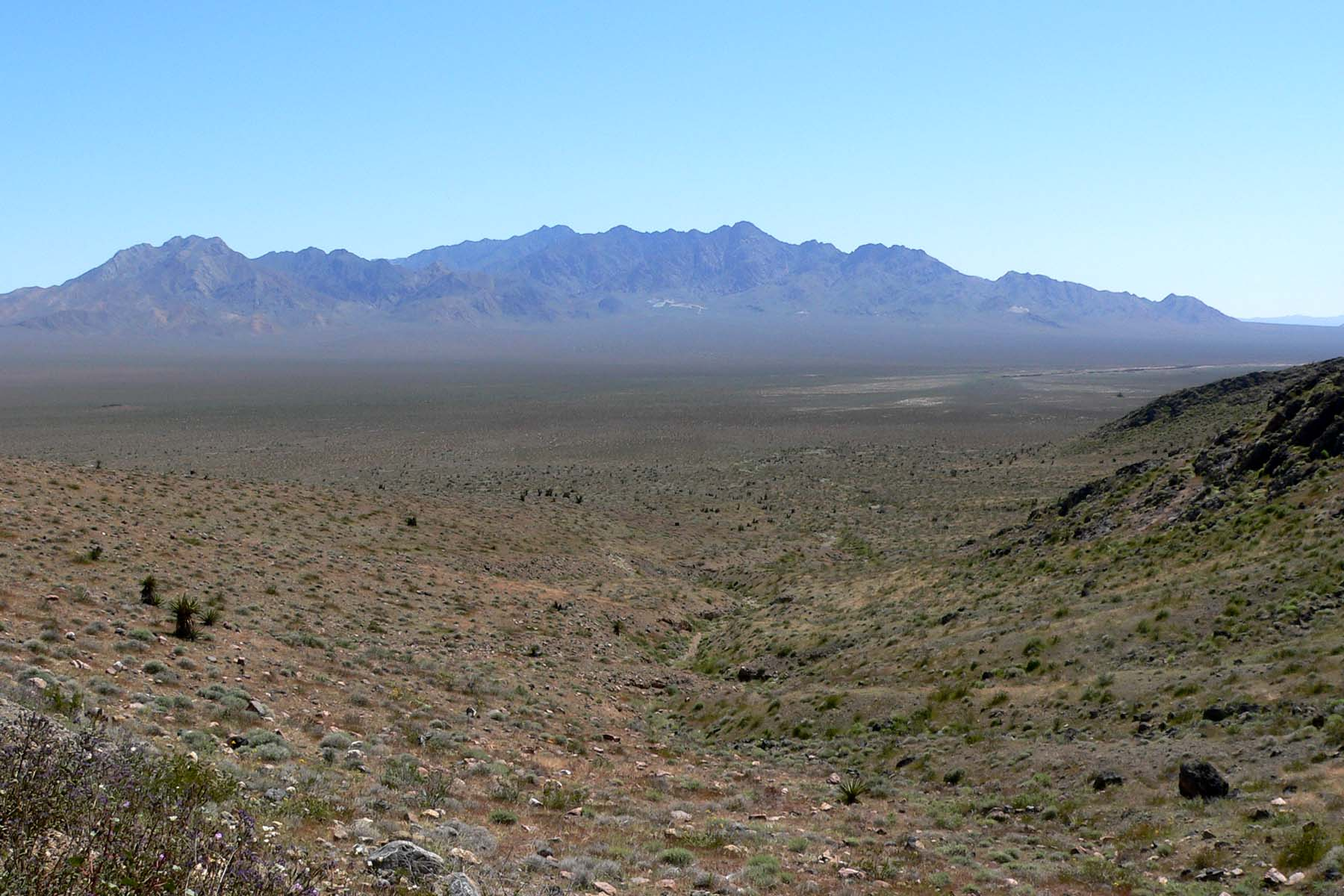
Kingston Range gezien vanuit Emigrant Pass in de Nopah Range.

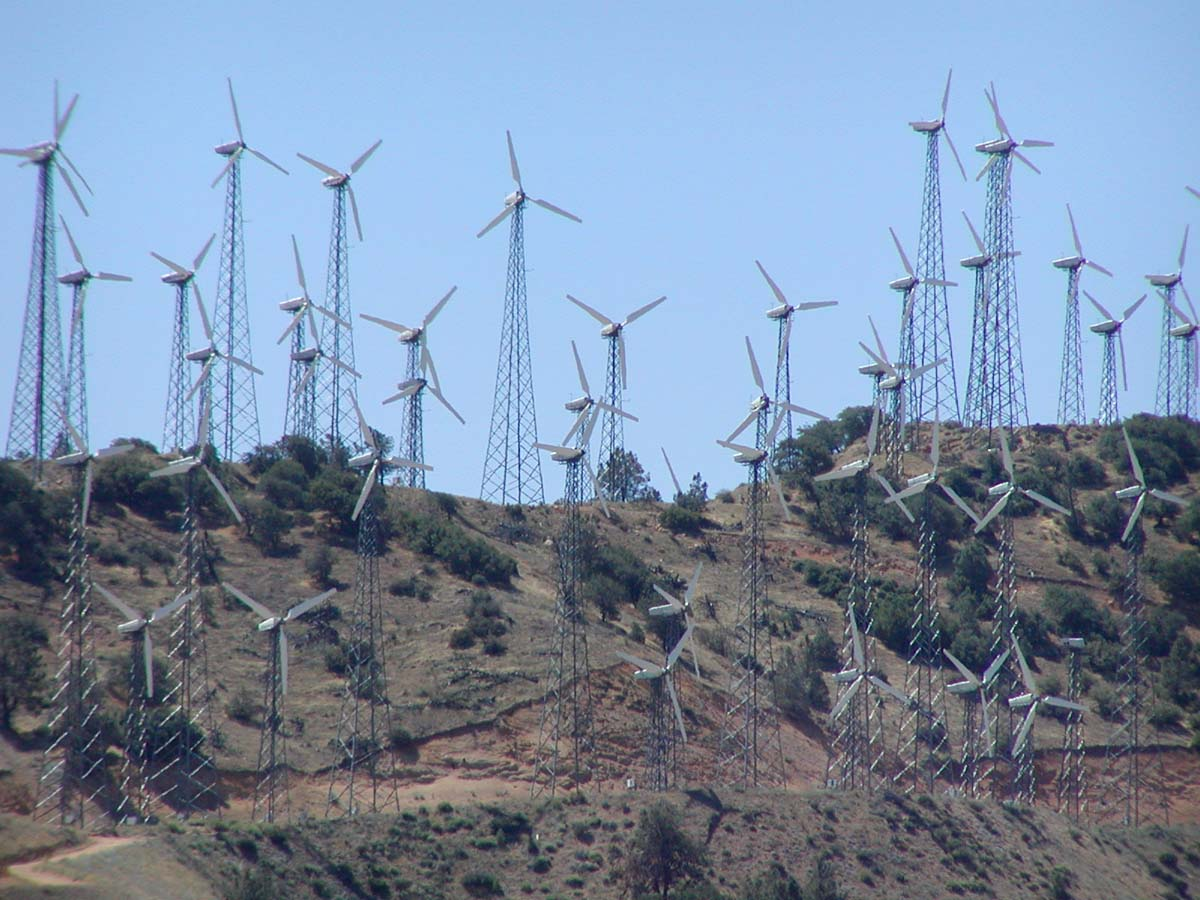
Windmolenpark nabij Tehachapi Pass.

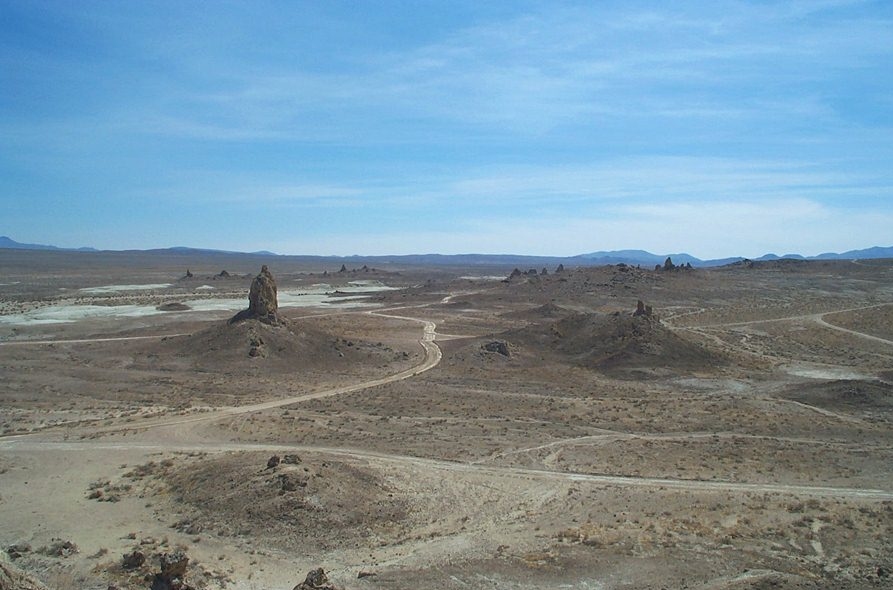
Pinnacles National Natural Landmark

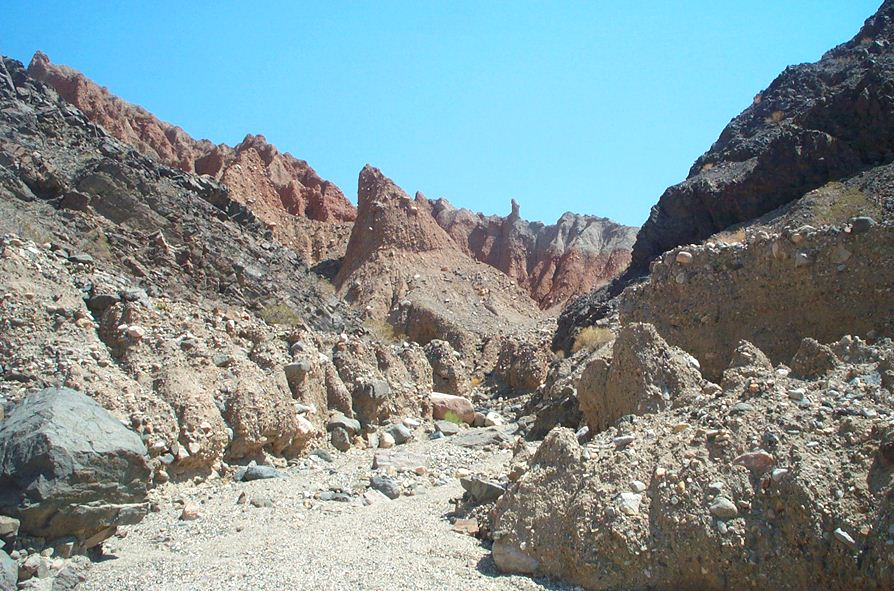
De smalle kloof van de Afton Canyon

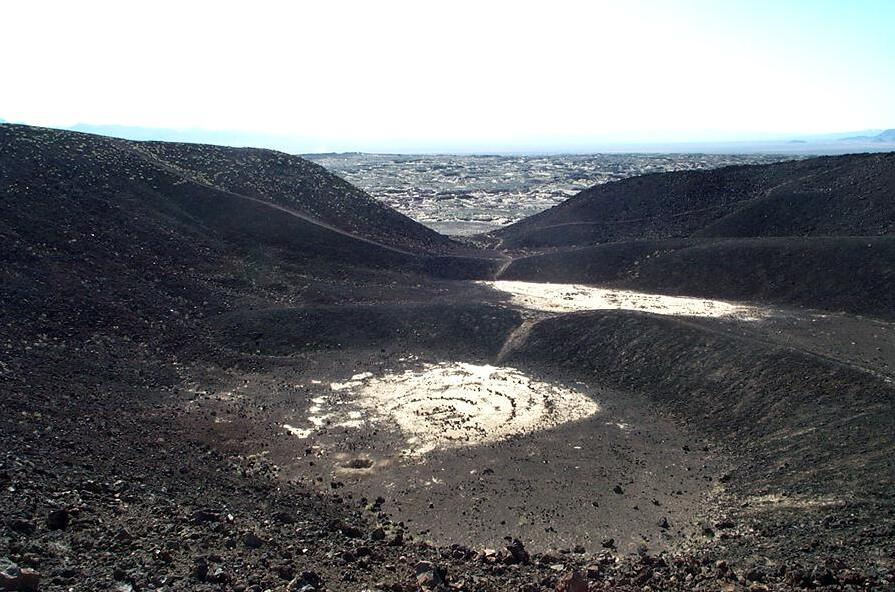
Amboy Crater

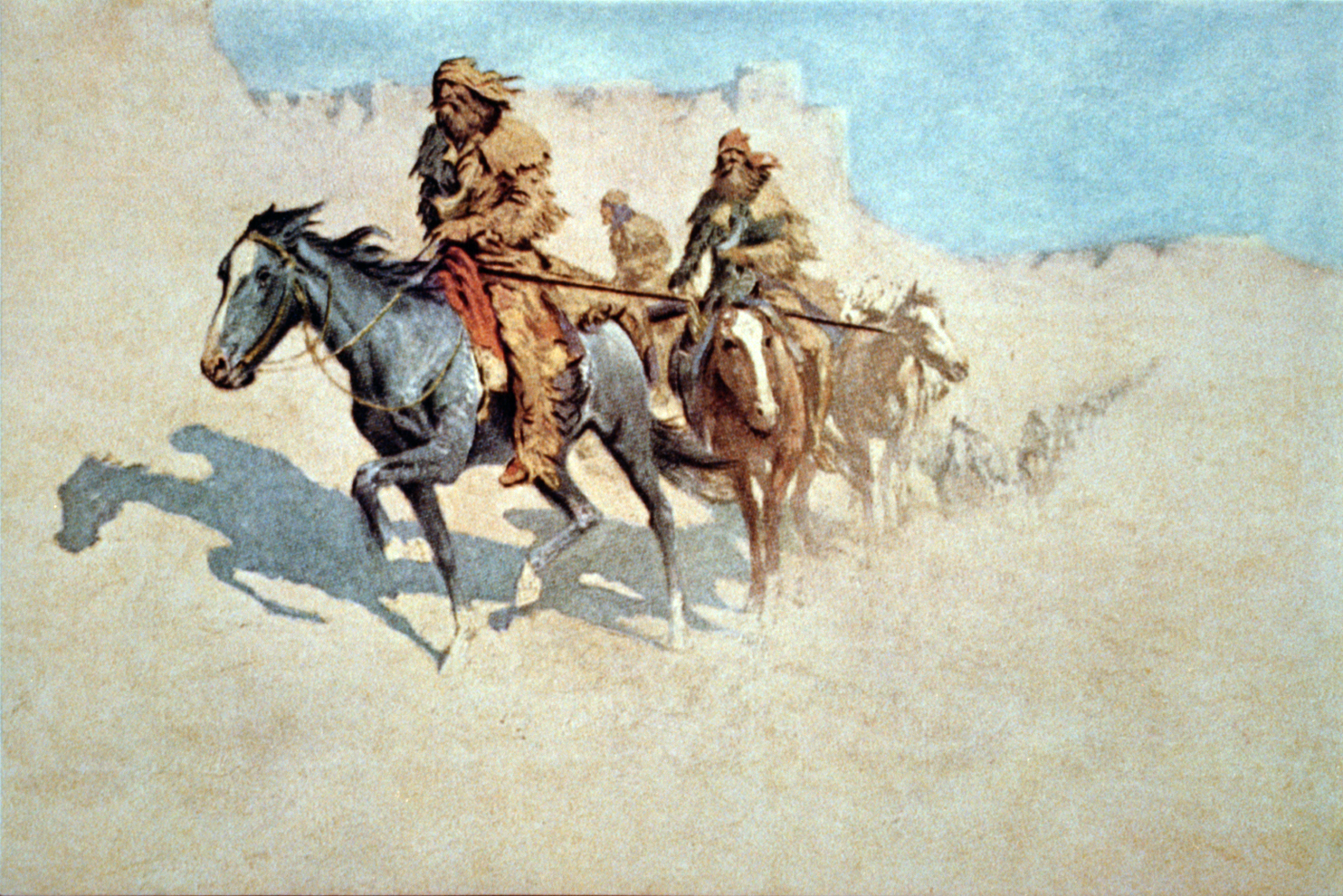
Jedediah Smith stak de hete Mojavewoestijn over in 1826, op weg naar het Mexicaanse Alta California

De Mojavewoestijn (Engels: Mojave Desert) is een woestijn in het zuidwesten van de Verenigde Staten. Ze bestrijkt een groot deel van Zuid-Californië en het zuiden van Nevada. Daarnaast behoren kleinere delen tot het zuidwesten van Utah, het noordwesten van Arizona en het midden van Californië. De Mojavewoestijn is vernoemd naar de oorspronkelijke inwoners, de Mojave-indianen.
In het zuiden wordt de woestijn begrensd door de San Gabriel Mountains en de San Bernardino Mountains. Ten westen van de woestijn liggen de Tehachapi Mountains. Ten noorden van de Mojave ligt de Great Basin Desert, meer bepaald de Great Basin-struikgewassteppe. De warmere Sonorawoestijn ligt ten zuiden en ten oosten van de Mojavewoestijn. In het oosten bevindt zich het Coloradoplateau. Hoewel het merendeel van de woestijn heel dunbevolkt is, liggen er toch enkele grote steden in het gebied, zoals Las Vegas, Lancaster en Victorville. Deze woestijn omvat ook het Mojave National Preserve en de laagste en heetste plek van Noord-Amerika: Death Valley.

## Geografie
De Mojave is met een oppervlakte van 57.000 km² de kleinste woestijn van Noord-Amerika, al gaat de woestijn in het noorden over in de Great Basin Desert en in het zuiden in de Sonorawoestijn. Net als de Great Basinwoestijn in het noorden vertoont de Mojave een typerende basin and range-topografie, al is deze in het westelijke deel van de Mojave wat minder uitgesproken.
Met uitsluiting van de vallei van de Colorado in het oosten behoort het gros van de Mojavewoestijn tot het Grote Bekken, een groot gebied dat niet afwatert naar de oceanen, maar enkel een interne drainage kent. Dit Grote Bekken bestaat uit verschillende kleine en grote stroomgebieden met een zoutvlakte of een (seizoenaal) zoutmeer als laagste punt. In grote delen van de Mojavewoestijn valt echter zo weinig neerslag dat ook deze stroomgebieden niet altijd significant zijn. Twee grotere zogeheten endoreïsche stroomgebieden in de Mojave zijn die van de Mojaverivier en de Amargosa. De eerste "rivier" staat bijna altijd droog en eindigt in het Soda Lake, een droog meer (zoutvlakte dus). De Amargosa eindigt in het Badwater, ook een zoutvlakte.
De hoogte van de woestijn varieert van 85 meter onder zeeniveau in Death Valley tot de 3633 meter hoge Mount Charleston. Het grootste deel van de Mojavewoestijn ligt hoger dan 610 meter (2000 ft) en wordt vaak aangeduid als de "high desert", in tegenstelling tot de Sonorawoestijn (de "low desert") in het zuiden en de lage delen van de Mojave. De vlaktes van het Mojave National Preserve, het noorden van Joshua Tree National Park en steden als Hesperia liggen op een hoogte van 900 à 1200 meter. Er zijn twee belangrijke delen van de Mojave die lager dan 610 meter liggen en strikt gezien niet tot de "high desert" behoren. Dit is de omgeving van Death Valley in het noorden en de vallei van Colorado in het oosten (inclusief de vallei van Las Vegas). Het gebruik van de term "high desert" is wat dubbelzinnig aangezien de meer noordelijk gelegen Great Basinwoestijn nog hoger ligt (vlaktes op een hoogte van 1500 meter).
De hoogte speelt een rol in de woestijn aangezien deze in belangrijke mate de gemiddelde temperatuur bepaalt.

## Klimaat
In deze woestijn valt jaarlijks minder dan 150 mm neerslag. De gemiddelde temperatuur hangt sterk samen met de hoogte. In Death Valley loopt de temperatuur in juli en augustus regelmatig op tot 50 °C. In zijn geheel wordt de Mojavewoestijn, net als de Sonorawoestijn in het zuiden, ingedeeld bij de warme woestijnen. De hoger gelegen woestijn van het Grote Bekken ten noorden van de Mojave daarentegen wordt tot de koude woestijnen gerekend.
Deze woestijn staat, net als andere warme woestijnen, bekend om zijn moordende hitte in de zomer maar in de winter kan het er ook bar koud zijn met sneeuwval. De sneeuwval kan variëren van een klein laagje tot meer dan 30 cm waardoor wegen afgesloten moeten worden. De laagst gemeten temperatuur ligt rond de -17 °C. Normaal gesproken varieert de temperatuur van -7 °C in de winter tot ongeveer 38 °C in de zomer.
Veruit het grootste deel van de woestijn kent een woestijnklimaat (Köppen BW), maar er zijn een beperkt aantal "nattere" delen die door hun hoogte meer neerslag vangen. Dit zijn in de eerste plaats de Spring Mountains (tot 586 mm bij de Mount Charleston Lodge). Dit kleine gebergte wordt getypeerd door een Csb-klimaat (gematigd mediterraan klimaat) en hogerop een kouder Dsb-klimaat. Ook de noordelijke Coso en Argus Range kennen wat meer neerslag.
De wind varieert ook nogal. Zo heeft het oosten van de woestijn met daarin onder andere Las Vegas nauwelijks wind terwijl in het westen in onder andere het plaatsje Mojave er dagelijks wind is met uitschieters naar 80 km/h (windkracht 9). Omdat er hier bijna altijd wind is heeft men bij Tehachapi Pass een groot windmolenpark gebouwd om elektriciteit op te wekken.

## Flora en fauna
In de woestijn leven tussen de 1750 en 2000 verschillende soorten dieren en planten, maar vooral de aanwezigheid van de Yucca brevifolia ('Joshua tree') wordt als bepalend gezien voor de Mojavewoestijn: deze plant komt enkel voor in de Mojavewoestijn.

## Bebouwing
Veruit de grootste stad in de Mojavewoestijn is Las Vegas, met buursteden Henderson en North Las Vegas. De metropool van Las Vegas buiten beschouwing gelaten, ligt enkel het kleinere Barstow relatief centraal in de Mojavewoestijn. Andere grote steden als Lancaster-Palmdale en Victorville-Hesperia liggen al wat dichter tegen de zuidwestrand van de woestijn.
In de Mojavewoestijn bevindt zich een aantal ghost towns, spookstadjes. Bekend zijn onder andere de stadjes Calico, Kelso en Death Valley Junction. Ook zijn er “modernere” spooksteden, die ontstonden toen men de befaamde Route 66 (en de minder bekende Route 91) verving voor het interstate highwaysysteem, zoals Amboy. Verder wordt deze woestijn bijvoorbeeld doorkruist door de wegen Interstate 15, Interstate 40, U.S. Route 395 en U.S. Route 95.
Populaire toeristische attracties zijn de bijna 41 meter hoge thermometer nabij het plaatsje Baker, waarop de hoogste temperatuur in de regio is gemeten, en de Kelso Dunes. Een ander bouwwerk is de Ivanpah Solar Electric Generating System, een zonne-energiecentrale die ten tijde van de bouw de grootste in zijn soort was qua vermogen.

### Steden in de Mojave
- Las Vegas, Nevada
- Lancaster
- Palmdale, Californië
- Victorville

## Inheemse planten en dieren

### Planten
- Barrel Cactus, cactus
- Beaver Tail Prickly Pear
- Californische Palm
- Yucca brevifolia ("Joshua tree"), boom
- Jumping Cholla, hangende cactus
- Mormon Tea
- Pencil Cholla
- Teddy-bear Cholla, cactus
- Utah Juniper, boom
- Mojave yucca, plant
- Mojave sage
- Desert Lily
- Slaapmutsje

### Dieren
- Gilamonster (Heloderma suspectum), hagedis
- Dikhoornschaap
- Gewone chuckwalla, hagedis
- Poema, katachtige
- Coyote, hondachtige
- Padhagedis (Phrynosoma platyrhinos), hagedis
- Woestijnleguaan (Dipsosaurus dorsalis), hagedis
- San Joaquin kitvos
- Holenschildpad (Gopherus agassizii)
- Haas
- Uma scoparia, hagedis
- Sneeuwgeit
- Texaanse ratelslang (Crotalus atrox)
- Schorpioenen
- Vogelspinnen
- Hekstaartleguaan (Callisaurus draconoides), hagedis
- Gevlekt stinkdier
- renkoekoek
- kabouteruil

Hoofdstad: Sacramento
Regio's: Antelope Valley · Big Sur · Cascade Range · Central Coast · Central Valley · Channel Islands · Coachella Valley · Conejo Valley · Cucamonga Valley · Death Valley · East Bay · East County · Emerald Triangle · Gold Country · Greater Los Angeles · Grote Bekken · Imperial Valley · Inland Empire · Klamath Basin · Lake Tahoe · Los Angeles Basin · Lost Coast · Mojave · Mountain Empire · Noord-Californië · North Bay · North Coast · North County · Oost-Californië · Owens Valley · Oxnard Plain · San Francisco Peninsula · Pomona Valley · Sacramento Valley · San Bernardino Valley · San Diego–Tijuana · San Fernando Valley · San Francisco Bay Area · San Gabriel Valley · San Joaquin Valley · Santa Clara Valley · Santa Clarita Valley · Shasta Cascade · Sierra Nevada · Silicon Valley · South Bay (LA) · South Bay (SD) · South Bay (SF) · South Coast · Southern Border Region · Upstate California · Wine Country · Yosemite · Zuid-Californië
Metropolitane gebieden: Bakersfield · Chico · Fresno · Los Angeles-Long Beach-Glendale · Modesto · Napa · Oakland-Fremont-Hayward · Oxnard-Thousand Oaks-Ventura · Riverside-San Bernardino-Ontario · Sacramento-Roseville · Salinas · San Diego-Carlsbad-San Marcos · San Francisco-San Mateo-Redwood City · San Jose-Sunnyvale-Santa Clara · San Luis Obispo-Paso Robles · Santa Ana-Anaheim-Irvine · Santa Barbara-Santa Maria · Santa Cruz-Watsonville · Santa Rosa-Petaluma · Stockton · Vallejo-Fairfield · Visalia-Porterville · Yuba City
County's: Alameda · Alpine · Amador · Butte · Calaveras · Colusa · Contra Costa · Del Norte · El Dorado · Fresno · Glenn · Humboldt · Imperial · Inyo · Kern · Kings · Lake · Lassen · Los Angeles · Madera · Marin · Mariposa · Mendocino · Merced · Modoc · Mono · Monterey · Napa · Nevada · Orange · Placer · Plumas · Riverside · Sacramento · San Benito · San Bernardino · San Diego · San Francisco · San Joaquin · San Luis Obispo · San Mateo · Santa Barbara · Santa Clara · Santa Cruz · Shasta · Sierra · Siskiyou · Solano · Sonoma · Stanislaus · Sutter · Tehama · Trinity · Tulare · Tuolumne · Ventura · Yolo · Yuba
Portaal Californië